# Termékminta
A termékminta a termék piacra való bevezetésénél alkalmazott hatásos marketingeszközök egyike.

## Mint marketingeszköz
„"Ezek az ingyenes termékminták kreatív csomagolásba zárt kis kiszerelésű termékek, melyeket termékbemutatók alkalmával vagy utcán, üzletekben termékismertető prospektussal vagy szórólappal együtt juttatják el hostessek a fogyasztókhoz, esetleg katalógusok, újságok, magazinok "ajándékaként" találkoznak velük a felhasználók.

A termékminta lehetőséget kínál a célcsoport tagjai számára a kipróbálásra, mely csökkenti az első vásárlás kockázatát a fogyasztó számára."”

„"Az eladásösztönző eszközök sokféle alkalmazhatósága igen jó lehetőséget kínál a különböző eladási célok megvalósításához.
 A próbavásárlásra ösztönzés gyakori eszköze a termékminta. A termékminták célja, hogy ingyenes lehetőségeket nyújtsanak a vásárlónak a termék kipróbálására. A mintát akár az eladás helyén, akár a fogyasztó címére vagy más termékre helyezve (pl. magazinok és illatszerek) eljuttathatjuk a fogyasztóhoz. A mintának elég nagynak kell lennie ahhoz, hogy a fogyasztó a termék előnyeit élvezhesse. Az 1997 októberében megjelenő Cosmopolitan számos termékmintát tartalmazott, de elterjedt a minták osztogatása, illetve a célcsoport lakására történő eljuttatása is."”